# Lady Shiva
Lady Shiva, alter ego di Sandra Woosan, è un personaggio della DC Comics, creata nel dicembre 1975 da Dennis O'Neil e dal disegnatore Ric Estrada sulle pagine della serie Richard Dragon, Kung Fu Fighter. Deve il suo nome all'omonima divinità Indu.
Sebbene nata come antagonista di Richard Dragon, nell'universo post crisi è divenuta una delle antagoniste di Batman, modificando in buona parte le sue origini. È una dei più grandi esperti di arti marziali dell'universo DC Comics, ed è anche la madre di Cassandra Cain, la terza Batgirl.

## Storia
Sandra Woosan e sua sorella Carolyn erano due giovani praticanti di arti marziali. Quando la sorella Carolyn venne uccisa dall'assassino americano David Cain, Sandra giurò vendetta, tuttavia quando l'uomo la sconfigge e le risparmia la vita, tra i due nasce un imprevedibile legame, e Sandra decide di partorire, allevare e addestrare la figlia di Cain, Cassandra (la futura Batgirl).
In seguito viene convinta da un bieco e corrotto affarista di nome Guano Cravat che Richard Dragon è il vero assassino di sua sorella. Sandra rintraccia e assale il maestro di arti marziali, ma in seguito ad un chiarimento i due riescono a smascherare e sconfiggere Cravat. Per un certo periodo Sandra segue Dragon nella sua crociata contro il crimine, ma anziché abbracciare il lato spirituale delle arti marziali, Sandra decide di divenire una killer assumendo il nome di Lady Shiva, come la divinità distruttrice della religione Induista.
Lady Shiva divenne celebre nel mondo della malavita, rinomata per la sua letale abilità nel combattimento corpo a corpo; fu pure una delle insegnanti del giovane Tim Drake, quando questi viaggiò per il mondo ad apprendere le arti marziali.
Seppur sia un'assassina priva di scrupoli, non è del tutto priva di moralità, e spesso le sue azioni la fanno passare dalla parte della giustizia, collaborando con giustizieri come The Question o Batman: fu proprio lei, nell'arco narrativo Batman: Knightfall, a portare il primo al cospetto di Richard Dragon (che divenne suo maestro) mentre al Cavaliere Oscuro, sebbene abbia tentato più volte di ucciderlo in duello, ha fornito un intenso addestramento di arti marziali quando egli si era appena ripreso dalle ferite infertogli dal criminale Bane e desiderava riprendersi il mantello di Batman, infangato dal suo successore.
Shiva uccise un illustre maestro di arti marziali indossando una maschera rappresentante un pipistrello (Tengu), poi diede tale maschera a Batman facendo in modo che i suoi sette discepoli, tutti letali combattenti, assalissero Batman per vendicarsi.
Batman superò la prova, anche se finse solamente di uccidere l'ultimo maestro, ingannando Shiva, quando eseguì il letale "colpo del leopardo".
Più di recente Lady Shiva ha fatto parte delle Birds of Prey.

## Poteri e abilità
Lady Shiva non ha superpoteri, ma ha un'innata capacità combattiva che la rende un'incredibile arma umana, e cioè riesce a leggere sia efficacemente che rapidamente il linguaggio del corpo e questo le permette di prevederne i movimenti, quindi di anticiparli con eccezionale efficacia. Inoltre, ha combinato molti elementi di arti marziali differenti, formando un suo personale stile di lotta, e questo al fine di poter sfruttare al massimo in combattimento le sue doti di preveggenza. Ha anche un grande controllo sul proprio sistema nervoso, da cui le deriva un grande controllo sulle sue emozioni come la paura e persino sulle sue sensazioni fisiche come il dolore.
Universalmente considerata come la più pericolosa assassina umana che esista; ella viene classificata di diritto tra i migliori artisti marziali al mondo assieme a lottatori formidabili quali Batman, Dick Grayson e Black Canary.
L'arte marziale in cui Lady Shiva è considerata la migliore al mondo è nel Karate Shotokan.

## Altri media

### Televisione
Lady Shiva è apparsa nella serie televisiva Birds of Prey, interpretata dall'attrice e modella Sung Hi Lee.

### Videogiochi
Lady Shiva appare nei seguenti videogiochi:
- DC Universe Online, sviluppato da Sony Online Austin (2011)
- LEGO Batman 2: DC Super Heroes, sviluppato da Traveller's Tales (2012)
- Batman: Arkham Origins, sviluppato da Warner Bros. Games Montréal (2013)